# Municipio de Millcreek (Utah)
Millcreek Township es un área no incorporada del condado de Salt Lake, estado de Utah, Estados Unidos. El municipio se encuentra entre Salt Lake City y South Salt Lake al norte y Murray y Holladay al sur. El lugar designado por el censo de Canyon Rim, East Millcreek, Millcreek y Mount Olympus están en el municipio, el cual tiene en total una población cercana a los 70.000 habitantes, según el censo de 2000. Es, con mucho, el área no incorporada del condado con mayor población y sería la quinta ciudad más grande. 
El municipio fue creado por el condado en 2002 para dar a los habitantes del área mayor control sobre planificación y evitar anexiones por ciudades cercanas. Se ha discutido su conversión en ciudad, aunque la anexión de una parte central del municipio por Holladay ha disminuido las posibilidades de incorporación. La zona no es conocida por muchos como "Millcreek", y apenas existe conciencia de municipio. Los residentes se identifican más con el adyacente Salt Lake City, que está designado por el servicio postal como el nombre del lugar en la dirección del correo.
- Datos: Q9042346